# Joel Mvuka
Joel Mvuka (Bergen, 2002. november 12. –) norvég korosztályos válogatott labdarúgó, a francia Lorient csatárja.

## Pályafutása

### Klubcsapatokban
Mvuka a norvégiai Bergen városában született. Az ifjúsági pályafutását 2016-ban az Åsane akadémiájánál kezdte.
2019-ben mutatkozott be az Åsane harmadosztályban szereplő felnőtt csapatában. 2019. szeptember 28-án, Bærum ellen 6–1-re megnyert ligamérkőzés 86. percében Stian Nygard csereként lépett pályára. A 2019-es szezonban feljutottak a másodosztályba.
2021. augusztus 2-án négy éves szerződést kötött az első osztályban érdekelt Bodø/Glimt együttesével. Augusztus 5-én, a Prishtina elleni Konferencia Liga selejtező 86. percében Ola Solbakkent váltva debütált. A ligában először augusztus 15-én, a Lillestrøm ellen 1–0-ra megnyert mérkőzésen szintén Solbakken cseréjeként lépett pályára. A csapattal a 2021-es szezonban megszerezte a bajnoki címet. 2023. január 31-én a francia Lorienthez írt alá, majd még aznap kölcsönben visszatért a Bodø/Glimthez a 2022–23-as szezon hátralévő részére.

### A válogatottban
Mvuka az U19-es, az U20-as és az U21-es korosztályú válogatottakban is képviselte Norvégiát.
2022-ben debütált az U21-es válogatottban. Először a 2022. szeptember 24-ei, Svájc ellen 3–2-re megnyert mérkőzés 81. percében, Oscar Bobbot váltva lépett pályára.

## Statisztikák
2023. június 28. szerint
| Klub       | Szezon   | Osztály     | Bajnokság | Bajnokság | Kupa  | Kupa | Nemzetközi | Nemzetközi | Összesen | Összesen |
| Klub       | Szezon   | Osztály     | Meccs     | Gól       | Meccs | Gól  | Meccs      | Gól        | Meccs    | Gól      |
| ---------- | -------- | ----------- | --------- | --------- | ----- | ---- | ---------- | ---------- | -------- | -------- |
| Åsane      | 2019     | 2. divisjon | 1         | 0         | 0     | 0    | —          | —          | 1        | 0        |
| Åsane      | 2020     | OBOS-ligaen | 7         | 0         | —     | —    | —          | —          | 7        | 0        |
| Åsane      | 2021     | OBOS-ligaen | 12        | 0         | 0     | 0    | —          | —          | 12       | 0        |
| Åsane      | Összesen | Összesen    | 20        | 0         | 0     | 0    | 0          | 0          | 20       | 0        |
| Bodø/Glimt | 2021     | Eliteserien | 8         | 0         | 1     | 0    | 8          | 0          | 17       | 0        |
| Bodø/Glimt | 2022     | Eliteserien | 26        | 2         | 2     | 1    | 18         | 1          | 46       | 4        |
| Bodø/Glimt | 2023     | Eliteserien | 12        | 3         | 5     | 1    | 2          | 0          | 19       | 4        |
| Bodø/Glimt | Összesen | Összesen    | 46        | 5         | 8     | 2    | 28         | 1          | 82       | 8        |
| Összesen   | Összesen | Összesen    | 66        | 5         | 8     | 2    | 28         | 1          | 102      | 8        |

## Sikerei, díjai
Bodø/Glimt
- Eliteserien
  - Bajnok (1): 2021
  - Ezüstérmes (1): 2022